# 岩崎松之助
岩崎 松之助（いわさき まつのすけ、1919年7月1日 - 2006年6月17日）は、日本の工学者。工学博士。専門は航空力学。九州大学名誉教授、熊本工業大学（崇城大学）名誉教授。プロペラの研究や、ショックチューブとショックネンタルを用いた流体力学研究が特に知られており、日本の航空力学の基礎を築いたと評価されている。

## 人物
朝鮮総督府の養蚕試験場で生まれ、間もなく父・岩崎行高が鹿児島高等農林学校教授に就任したため鹿児島県鹿児島市で育つ。なお、祖父の岩崎行親は鹿児島県における中高等教育草創期の中心的人物。
鹿児島県立第二鹿児島中学校 (旧制)に進学し、模型飛行機づくりに熱中する。当時の同級生に横山正治がいた。第七高等学校造士館 (旧制)理科甲類を1940年に卒業した後、九州大学工学部航空学科へ進学。太平洋戦争開戦を挟み、九州大学を2年半で繰り上げ卒業後、同大学講師となる。当時戦時下で1943年には立川の第一陸軍航空技術研究所にて大風洞を使ったプロペラ性能実験にも従事。
戦後、九州大学工学部に戻り、1947年6月に助教授就任。戦後の一時期はGHQ令で航空学科が応用力学科に変更されプロペラ性能実験も不可だったため、その時期は飛行機の風洞を活用して、風車や防風林の研究もした。助教授在任中の1960年に論文「後流の細まりまたは広がり、および後流中の渦面のピッチの変化を考慮に入れたプロペラの渦理論」で九州大学より工学博士号授与。1962年4月に九州大学工学部教授に昇任して、1983年に九州大学教授を退官し名誉教授 。1993年より熊本工業大学教授、後に名誉教授。
1954年頃からショックチューブ（衝撃波管）を用いた衝撃波の研究に熱中し、ソ連の人工衛星打ち上げによって宇宙工学が注目を集めだした頃より、ショックチューブを改良したショックネンタル（衝撃波風洞）で東京大学や京都大学の研究者と宇宙工学の基礎実験に取り組んだ。
1995年秋、勲二等瑞宝章。2006年6月17日、急性肺炎にて福岡市で逝去。